# IC 162
IC 162 est une galaxie lenticulaire. Elle est située dans la constellation des Poissons. IC 162 a été découverte par l'astronome américain Lewis Swift en 1889.

## Description
La vitesse d'IC 162 par rapport au fond diffus cosmologique est de (4871 ± 37) km/s, ce qui correspond à une distance de Hubble de 71,9 ± 5,1 Mpc (∼235 millions d'al).
À ce jour, deux mesures non basées sur le décalage vers le rouge (redshift) donnent une distance de 75,650 ± 10,253 Mpc (∼247 millions d'al), ce qui est à l'intérieur des valeurs de la distance de Hubble.

## Groupe d'IC 1723
La galaxie IC 162 fait partie du groupe d'IC 1723,. Outre IC 1723, les principales galaxies de ce groupe sont NGC 665, NGC 671 NGC 673, NGC 677, NGC 683, IC 156 et IC 162. Certaines galaxies (entre autres NGC 683) de ce groupe apparaissent dans le groupe de NGC 673 inscrit dans la liste de l'article de Garcia, d'autres (NGC 671 et NGC 677 entre autres) dans le groupe de NGC 671 inscrit dans l'article de Mahtessian. Toutes les galaxies de ces deux groupes ont été réunies dans le seul groupe d'IC 1723, la plus grosse des galaxies du groupe.